# GRIS
『GRIS』は、スペインのインディーゲームスタジオNomada Studioが開発しDevolver Digitalより発売されたアクションパズルゲーム。

## 概要
人生に傷つき深い悲しみにとらわれた末に精神世界へ迷い込んだ女性Grisの物語。色彩が失われた世界の中でGrisは様々な能力を身につけ、謎解き要素のある経路を進む。旅を続けるにつれ世界は次第に色づいていくが、やがて、Grisの前に内なる敵が現れ行く手を阻まれることになる。
ゲーム内のグラフィックにはイラストレーターのConrad Rosetによるデジタルの手描きイラストが用いられ、それらが滑らかなアニメーションとして表現されている。こうした要素が評価され、後述のように数々のゲーム賞等においてアートやアニメーションの部門で受賞・ノミネートを果たしている。
本作の題名や主人公名の「Gris」はスペイン語で灰色を意味する。これは、白黒の状態からゲームが始まることに加え、主人公Grisの内面も表している。本作ディレクターの1人Adrián Cuevasは「似たような状況にある人々にGrisの感情や克服の過程を見てもらい、最後にGrisと同じように感じることを願っている」との旨を述べている。

## システム
本作のゲーム画面はサイドビューで表現される。基本的なアクションとしてジャンプを行い、ゲームの進行によって、岩のようになり脆い地形を破壊する能力、空中で2段ジャンプをする能力、水中を高速で泳ぐ能力、歌を歌いつぼみを開花させる能力を身につける。また、Grisに仲間が同行する場面もあり、力を合わせて謎解きを行うことになる。なお、一般のアクションゲームで用いられるライフやゲームオーバーの概念は本作にはない。
特定のエリアでは、周囲に点在する光を全て集めることで寸断された道が開ける。また、ゲームクリアには関係しないが、通常の光よりも取りづらい箇所に大きい光が配置されている。
2019年3月8日配信の無料アップデート「GRIS Undone」により、制作時のコンセプトアートやゲーム未使用曲を鑑賞できるモードが追加された。

## 受賞・ノミネート
- The 8th Annual New York Game Awards[18]
  - Off Broadway Award for Best Indie Game ノミネート
- 第46回アニー賞（英語版）[19]
  - Character Animation in a Video Game 受賞
- 22nd Annual D.I.C.E. Awards[20]
  - Outstanding Achievement in Animation ノミネート
  - Outstanding Achievement in Art Direction ノミネート
- National Academy of Video Game Trade Reviewers（英語版） Awards 2018[21]
  - Art Direction, Contemporary 受賞
  - Animation, Artistic ノミネート
  - Original Light Mix Score, New IP ノミネート
- 2019 SXSW Gaming Awards[22]
  - Excellence in Art ノミネート
  - Excellence in Visual Achievement ノミネート
  - Excellence in Musical Score ノミネート
  - Most Promising New Intellectual Property ノミネート
- 2019 Game Developers Choice Awards[23]
  - Best Visual Art 受賞
  - Best Debut ノミネート（Nomada Studioとしてのノミネート）
- 15th British Academy Games Awards（英語版）[24]
  - Artistic Achievement ノミネート
  - Debut Game ノミネート
  - Music ノミネート
- Italian Video Game Awards 2019[25]
  - Best Indie Game 受賞
- 2019 Webby Awards（英語版）[26]
  - Best Visual Design 受賞
- 2019 Games for Change（英語版） Awards[27]
  - Best Gameplay 受賞
- BIG Festival Awards 2019[28]
  - Best Game 受賞
  - Best Art 受賞
- Golden Joystick Awards 2019[29]
  - Best Visual Design ノミネート
- Titanium Awards 2019[30][31]
  - Best Art 受賞
  - Best Spanish Development ノミネート
- The Game Awards 2019（英語版）[32][33]
  - Best Art Direction ノミネート
  - Games for Impact 受賞
  - Fresh Indie Game Presented by Subway ノミネート（Nomada Studioとしてのノミネート）